# Boca (Olaszország)
Boca település Olaszországban, Piemont régióban, Novara megyében. Lakosainak száma 1141 fő (2023. január 1.). Boca Cavallirio, Cureggio, Grignasco, Maggiora, Prato Sesia és Valduggia községekkel határos.

## Népesség
A település népességének változása:
| Lakosok száma | 1241 | 1213 | 1141 |
|               | 2017 | 2018 | 2023 |